# 曼特諾 (伊利諾伊州)
曼特諾（英語：Manteno）是位於美國伊利諾伊州坎卡基縣的一個村落。

## 地理
曼特諾的座標為41°07′56″N 87°58′06″W / 41.13222°N 87.96833°W，而該地最高點為海拔高度210米（即689英尺）。

## 人口
根據2010年美國人口普查的數據，曼特諾的面積為10.30平方千米，當中陸地面積為10.30平方千米，而水域面積為0.00平方千米。當地共有人口9204人，而人口密度為每平方千米893人。